# Platycapnos tenuilobus
Platycapnos tenuilobus är en vallmoväxtart. Platycapnos tenuilobus ingår i släktet Platycapnos och familjen vallmoväxter.

## Underarter
Arten delas in i följande underarter:
- P. t. parallelus
- P. t. tenuilobus